# Seznam dílů seriálu Star Trek: Nová generace
Toto je kompletní seznam dílů seriálu Star Trek: Nová generace. Americký televizní sci-fi seriál Star Trek: Nová generace má celkem 178 dílů rozdělených do 7 řad. První díl „Střetnutí na Farpointu“ byl v USA odvysílán 28. září 1987 a poslední „Všechno dobré…“ téměř o sedm let později, 23. května 1994. Vysílán byl v syndikaci.
V Česku byl seriál vysílán mezi lety 1994 a 2001 Českou televizí.

## Přehled řad
| Řada | Díly | Premiéra v USA     | Premiéra v USA    | Premiéra v ČR     | Premiéra v ČR     |
| Řada | Díly | První díl          | Poslední díl      | První díl         | Poslední díl      |
| ---- | ---- | ------------------ | ----------------- | ----------------- | ----------------- |
| 1    | 26   | 28. září 1987      | 16. května 1988   | 29. září 1994     | 14. února 1995    |
| 2    | 22   | 21. listopadu 1988 | 17. července 1989 | 6. března 1997    | 24. dubna 1997    |
| 3    | 26   | 25. září 1989      | 18. června 1990   | 29. dubna 1997    | 31. července 1997 |
| 4    | 26   | 24. září 1990      | 17. června 1991   | 5. srpna 1997     | 4. listopadu 1997 |
| 5    | 26   | 23. září 1991      | 15. června 1992   | 6. listopadu 1997 | 21. ledna 2000    |
| 6    | 26   | 21. září 1992      | 21. června 1993   | 28. ledna 2000    | 21. července 2000 |
| 7    | 26   | 20. září 1993      | 23. května 1994   | 28. července 2000 | 26. ledna 2001    |

## Seznam dílů

### První řada (1987–1988)
V Česku byl seriál uveden s díly seřazenými dle produkčního pořadí. Z tohoto důvodu bylo v českém vysílání prohozeno i několik dalších dílů ve druhé, třetí a čtvrté řadě. 
| Č. v seriálu | Č. v řadě | Původní název                | Český název                | Hvězdné datum | Režie             | Scénář                                                                       | Premiéra v USA     | Premiéra v ČR              |
| ------------ | --------- | ---------------------------- | -------------------------- | ------------- | ----------------- | ---------------------------------------------------------------------------- | ------------------ | -------------------------- |
| 1–2          | 12        | Encounter at Farpoint        | Střetnutí na Farpointu     | 41153,7       | Corey Allen       | D. C. Fontana a Gene Roddenberry                                             | 28. září 1987      | 29. září 19946. října 1994 |
| 3            | 3         | The Naked Now                | Bez zábran                 | 41209,2       | Paul Lynch        | námět: John D. F. Black a J. Michael Bingham scénář: J. Michael Bingham      | 5. října 1987      | 13. října 1994             |
| 4            | 4         | Code of Honor                | Zákon cti                  | 41235,25      | Russ Mayberry     | Katharyn Powers a Michael Baron                                              | 12. října 1987     | 20. října 1994             |
| 5            | 5         | The Last Outpost             | Nejzazší výspa             | 41386.4       | Richard Colla     | námět: Richard Krzmeien scénář: Herbert Wright                               | 19. října 1987     | 10. listopadu 1994         |
| 6            | 6         | Where No One Has Gone Before | Kam se dosud nikdo nevydal | 41263,1       | Rob Bowman        | Diane Duane a Michael Reaves                                                 | 26. října 1987     | 3. listopadu 1994          |
| 7            | 7         | Lonely Among Us              | Opuštěný mezi námi         | 41249,3       | Cliff Bole        | námět: Michael Halperin scénář: D. C. Fontana                                | 2. listopadu 1987  | 24. listopadu 1994         |
| 8            | 8         | Justice                      | Spravedlnost               | 41255,6       | James L. Conway   | námět: Ralph Wills a Worley Thorne scénář: Worley Thorne                     | 9. listopadu 1987  | 1. prosince 1994           |
| 9            | 9         | The Battle                   | Bitva                      | 41723,9       | Rob Bowman        | námět: Larry Forrester scénář: Herbert Wright                                | 16. listopadu 1987 | 8. prosince 1994           |
| 10           | 10        | Hide and Q                   | Hra na schovávanou         | 41590,5       | Cliff Bole        | námět: C. J. Holland scénář: C. J. Holland a Gene Roddenberry                | 23. listopadu 1987 | 15. prosince 1994          |
| 11           | 11        | Haven                        | Oáza                       | 41294,5       | Richard Compton   | námět: Tracy Tormé a Lan O'Kun scénář: Tracy Tormé                           | 30. listopadu 1987 | 27. října 1994             |
| 12           | 12        | The Big Goodbye              | Poslední sbohem            | 41997,7       | Joseph L. Scanlan | Tracy Tormé                                                                  | 11. ledna 1988     | 29. prosince 1994          |
| 13           | 13        | Datalore                     | Bratři                     | 41242,4       | Rob Bowman        | námět: Robert Lewin a Maurice Hurley scénář: Robert Lewin a Gene Roddenberry | 18. ledna 1988     | 3. ledna 1995              |
| 14           | 14        | Angel One                    | Trosečníci                 | 41636,9       | Michael Rhoades   | Patrick Barry                                                                | 25. ledna 1988     | 5. ledna 1995              |
| 15           | 15        | 11001001                     | Heslo                      | 41365,9       | Paul Lynch        | Maurice Hurley a Robert Lewin                                                | 1. února 1988      | 10. ledna 1995             |
| 16           | 16        | Too Short a Season           | Honba za mládím            | 41309,5       | Rob Bowman        | námět: Michael Michaelian scénář: Michael Michaelian a D. C. Fontana         | 8. února 1988      | 22. prosince 1994          |
| 17           | 17        | When the Bough Breaks        | Až se ucho utrhne          | 41509,1       | Kim Manners       | Hannah Louise Shearer                                                        | 15. února 1988     | 17. ledna 1995             |
| 18           | 18        | Home Soil                    | Rodná hrouda               | 41463,9       | Corey Allen       | námět: Karl Geurs, Ralph Sanchez a Robert Sabaroff scénář: Robert Sabaroff   | 22. února 1988     | 12. ledna 1995             |
| 19           | 19        | Coming of Age                | Plnoletost                 | 41461,2       | Mike Vejar        | Sandy Fries                                                                  | 14. března 1988    | 19. ledna 1995             |
| 20           | 20        | Heart of Glory               | Klingonské srdce           | 41503,7       | Rob Bowman        | námět: Maurice Hurley, Herbert Wright a D. C. Fontana scénář: Maurice Hurley | 21. března 1988    | 24. ledna 1995             |
| 21           | 21        | The Arsenal of Freedom       | Arzenál svobody            | 41798,2       | Les Landau        | námět: Maurice Hurley a Robert Lewin scénář: Richard Manning a Hans Beimler  | 11. dubna 1988     | 26. ledna 1995             |
| 22           | 22        | Symbiosis                    | Symbióza                   | neznámé       | Win Phelps        | námět: Robert Lewin scénář: Robert Lewin, Richard Manning a Hans Beimler     | 18. dubna 1988     | 31. ledna 1995             |
| 23           | 23        | Skin of Evil                 | Slupka všeho zla           | 41601,3       | Joseph L. Scanlan | námět: Joseph Stefano scénář: Joseph Stefano a Hannah Louise Shearer         | 25. dubna 1988     | 2. února 1995              |
| 24           | 24        | We'll Always Have Paris      | Setkání v Paříži           | 41697,9       | Robert Becker     | Deborah Dean Davis a Hannah Louise Shearer                                   | 2. května 1988     | 7. února 1995              |
| 25           | 25        | Conspiracy                   | Spiknutí                   | 41775,5       | Cliff Bole        | námět: Robert Sabaroff scénář: Tracy Tormé                                   | 9. května 1988     | 14. února 1995             |
| 26           | 26        | The Neutral Zone             | Neutrální zóna             | 41986,0       | James L. Conway   | námět: Deborah McIntyre a Mona Clee scénář: Maurice Hurley                   | 16. května 1988    | 9. února 1995              |

### Druhá řada (1988–1989)
| Č. v seriálu | Č. v řadě | Původní název           | Český název               | Hvězdné datum | Režie             | Scénář                                                                                         | Premiéra v USA     | Premiéra v ČR   |
| ------------ | --------- | ----------------------- | ------------------------- | ------------- | ----------------- | ---------------------------------------------------------------------------------------------- | ------------------ | --------------- |
| 27           | 1         | The Child               | Dítě                      | 42073,1       | Rob Bowman        | Jaron Summers, Jon Povill a Maurice Hurley                                                     | 21. listopadu 1988 | 6. března 1997  |
| 28           | 2         | Where Silence Has Lease | Kde vládne ticho          | 42193,6       | Winrich Kolbe     | Jack B. Sowards                                                                                | 28. listopadu 1988 | 11. března 1997 |
| 29           | 3         | Elementary, Dear Data   | Jak prosté, drahý Date    | 42286,3       | Rob Bowman        | Brian Alan Lane                                                                                | 5. prosince 1988   | 12. března 1997 |
| 30           | 4         | The Outrageous Okona    | Nezkrotný Okona           | 42402,7       | Robert Becker     | námět: Les Menchen, Lance Dickson a David Landsberg scénář: Burton Armus                       | 12. prosince 1988  | 13. března 1997 |
| 31           | 5         | Loud as a Whisper       | Tichý jako šepot          | 42477,2       | Larry Shaw        | Jacqueline Zambrano                                                                            | 9. ledna 1989      | 19. března 1997 |
| 32           | 6         | The Schizoid Man        | Schizofrenik              | 42437,5       | Les Landau        | námět: Richard Manning a Hans Beimler scénář: Tracy Tormé                                      | 23. ledna 1989     | 18. března 1997 |
| 33           | 7         | Unnatural Selection     | Nepřirozený výběr         | 42494,8       | Paul Lynch        | John Mason a Mike Gray                                                                         | 30. ledna 1989     | 20. března 1997 |
| 34           | 8         | A Matter of Honor       | Věc cti                   | 42506,5       | Rob Bowman        | námět: Wanda M. Haight, Gregory Amos a Burton Armus scénář: Burton Armus                       | 6. února 1989      | 25. března 1997 |
| 35           | 9         | The Measure of a Man    | Lidský rozměr             | 42523,7       | Robert Scheerer   | Melinda M. Snodgrass                                                                           | 13. února 1989     | 26. března 1997 |
| 36           | 10        | The Dauphin             | Vladařka                  | 42568,8       | Rob Bowman        | Scott Rubenstein a Leonard Mlodinow                                                            | 20. února 1989     | 27. března 1997 |
| 37           | 11        | Contagion               | Nákaza                    | 42609,1       | Joseph L. Scanlan | Steve Gerber a Beth Woods                                                                      | 20. března 1989    | 1. dubna 1997   |
| 38           | 12        | The Royale              | Hotel Royale              | 42625,4       | Cliff Bole        | Keith Mills                                                                                    | 27. března 1989    | 2. dubna 1997   |
| 39           | 13        | Time Squared            | Čtverec času              | 42679,2       | Joseph L. Scanlan | námět: Kurt Michael Bensmiller scénář: Maurice Hurley                                          | 3. dubna 1989      | 3. dubna 1997   |
| 40           | 14        | The Icarus Factor       | Faktor Ikarus             | 42686,4       | Robert Iscove     | námět: David Assael scénář: David Assael a Robert McCullough                                   | 24. dubna 1989     | 8. dubna 1997   |
| 41           | 15        | Pen Pals                | Přátelé na dálku          | 42695,3       | Winrich Kolbe     | námět: Hannah Louise Shearer scénář: Melinda M. Snodgrass                                      | 1. května 1989     | 9. dubna 1997   |
| 42           | 16        | Q Who                   | Kdo je Q                  | 42761,3       | Rob Bowman        | Maurice Hurley                                                                                 | 8. května 1989     | 10. dubna 1997  |
| 43           | 17        | Samaritan Snare         | Nástrahy lékařské péče    | 42779,1       | Les Landau        | Robert McCullough                                                                              | 15. května 1989    | 15. dubna 1997  |
| 44           | 18        | Up the Long Ladder      | Dodejte nám čerstvou krev | 42823,2       | Winrich Kolbe     | Melinda M. Snodgrass                                                                           | 22. května 1989    | 16. dubna 1997  |
| 45           | 19        | Manhunt                 | Hon na muže               | 42859,2       | Rob Bowman        | Terry Devereaux                                                                                | 19. června 1989    | 17. dubna 1997  |
| 46           | 20        | The Emissary            | Posel                     | 42901,3       | Cliff Bole        | námět: Richard Manning, Hans Beimler a Thomas H. Calder scénář: Richard Manning a Hans Beimler | 26. června 1989    | 22. dubna 1997  |
| 47           | 21        | Peak Performance        | Špičkový výkon            | 42923,4       | Robert Scheerer   | David Kemper                                                                                   | 10. července 1989  | 23. dubna 1997  |
| 48           | 22        | Shades of Gray          | Šedé přízraky             | 42976,1       | Rob Bowman        | námět: Maurice Hurley scénář: Maurice Hurley, Richard Manning a Hans Beimler                   | 17. července 1989  | 24. dubna 1997  |

### Třetí řada (1989–1990)
| Č. v seriálu | Č. v řadě | Původní název                    | Český název                        | Hvězdné datum | Režie              | Scénář | Premiéra v USA     | Premiéra v ČR     |
| ------------ | --------- | -------------------------------- | ---------------------------------- | ------------- | ------------------ | --- | ------------------ | ----------------- |
| 49           | 1         | Evolution                        | Evoluce                            | 43125,8       | Winrich Kolbe      | námět: Michael Piller a Michael Wagner scénář: Michael Piller                                                                | 25. září 1989      | 30. dubna 1997    |
| 50           | 2         | The Ensigns of Command           | Vlastnosti velitele                | 43133,3       | Cliff Bole         | Melinda M. Snodgrass | 2. října 1989      | 29. dubna 1997    |
| 51           | 3         | The Survivors                    | Zničená planeta                    | 43152,4       | Les Landau         | Michael Wagner | 9. října 1989      | 1. května 1997    |
| 52           | 4         | Who Watches the Watchers?        | Kdo pozoruje pozorovatele?         | 43173,5       | Robert Wiemer      | Richard Manning a Hans Beimler                                                                                               | 16. října 1989     | 13. května 1997   |
| 53           | 5         | The Bonding                      | Svazek                             | 43198,7       | Winrich Kolbe      | Ronald D. Moore | 23. října 1989     | 15. května 1997   |
| 54           | 6         | Booby Trap                       | Past                               | 43205,6       | Gabrielle Beaumont | námět: Michael Wagner a Ron Roman scénář: Ron Roman, Michael Piller a Richard Danus                                          | 30. října 1989     | 20. května 1997   |
| 55           | 7         | The Enemy                        | Nepřítel                           | 43349,2       | David Carson       | David Kemper a Michael Piller                                                                                                | 6. listopadu 1989  | 22. května 1997   |
| 56           | 8         | The Price                        | Cena                               | 43385,6       | Robert Scheerer    | Hannah Louise Shearer | 13. listopadu 1989 | 27. května 1997   |
| 57           | 9         | The Vengeance Factor             | Faktor pomsty                      | 43421,9       | Timothy Bond       | Sam Rolfe | 20. listopadu 1989 | 29. května 1997   |
| 58           | 10        | The Defector                     | Přeběhlík                          | 43462,5       | Robert Scheerer    | Ronald D. Moore | 1. ledna 1990      | 3. června 1997    |
| 59           | 11        | The Hunted                       | Štvanec                            | 43489,2       | Cliff Bole         | Robin Bernheim | 8. ledna 1990      | 5. června 1997    |
| 60           | 12        | The High Ground                  | Ušlechtilé důvody                  | 43510,7       | Gabrielle Beaumont | Melinda M. Snodgrass | 29. ledna 1990     | 10. června 1997   |
| 61           | 13        | Deja Q                           | Déjà Q                             | 43539,1       | Les Landau         | Richard Danus | 5. února 1990      | 12. června 1997   |
| 62           | 14        | A Matter of Perspective          | Věc perspektivy                    | 43610,4       | Cliff Bole         | Ed Zuckerman | 12. února 1990     | 17. června 1997   |
| 63           | 15        | Yesterday's Enterprise           | Enterprise včerejška               | 43625,2       | David Carson       | námět: Trent Christopher Ganino a Eric A. Stillwell scénář: Ira Steven Behr, Richard Manning, Hans Beimler a Ronald D. Moore | 19. února 1990     | 19. června 1997   |
| 64           | 16        | The Offspring                    | Potomek                            | 43657,0       | Jonathan Frakes    | René Echevarria | 12. března 1990    | 24. června 1997   |
| 65           | 17        | Sins of the Father               | Hříchy otce                        | 43685,2       | Les Landau         | námět: Drew Deighan scénář: Ronald D. Moore a W. Reed Moran                                                                  | 19. března 1990    | 1. července 1997  |
| 66           | 18        | Allegiance                       | Poslušnost                         | 43714,1       | Winrich Kolbe      | Richard Manning a Hans Beimler                                                                                               | 26. března 1990    | 3. července 1997  |
| 67           | 19        | Captain's Holiday                | Kapitánova dovolená                | 43745,2       | Chip Chalmers      | Ira Steven Behr | 2. dubna 1990      | 8. července 1997  |
| 68           | 20        | Tin Man                          | Plecháč                            | 43779,3       | Robert Scheerer    | Dennis Putnam Bailey a David Bischoff                                                                                        | 23. dubna 1990     | 10. července 1997 |
| 69           | 21        | Hollow Pursuits                  | Planá zábava                       | 43807,4       | Cliff Bole         | Sally Caves | 30. dubna 1990     | 15. července 1997 |
| 70           | 22        | The Most Toys                    | Co nejvíc hraček                   | 43872,2       | Timothy Bond       | Shari Goodhartz | 7. května 1990     | 17. července 1997 |
| 71           | 23        | Sarek                            | Sarek                              | 43917,4       | Les Landau         | námět: Marc Cushman, Jake Jacobs a Peter S. Beagle scénář: Peter S. Beagle                                                   | 14. května 1990    | 22. července 1997 |
| 72           | 24        | Ménage à Troi                    | Milostný trojúhelník paní Troi     | 43930,7       | Robert Legato      | Fred Bronson a Susan Sackett                                                                                                 | 28. května 1990    | 24. července 1997 |
| 73           | 25        | Transfigurations                 | Přeměna                            | 43957,2       | Tom Benko          | René Echevarria | 4. června 1990     | 29. července 1997 |
| 74           | 26        | The Best of Both Worlds (Part I) | To nejlepší z obou světů (1. část) | 43989,1       | Cliff Bole         | Michael Piller | 18. června 1990    | 31. července 1997 |

### Čtvrtá řada (1990–1991)
| Č. v seriálu | Č. v řadě | Původní název                     | Český název                        | Hvězdné datum | Režie              | Scénář | Premiéra v USA     | Premiéra v ČR     |
| ------------ | --------- | --------------------------------- | ---------------------------------- | ------------- | ------------------ | --- | ------------------ | ----------------- |
| 75           | 1         | The Best of Both Worlds (Part II) | To nejlepší z obou světů (2. část) | 44001,4       | Cliff Bole         | Michael Piller | 24. září 1990      | 5. srpna 1997     |
| 76           | 2         | Family                            | Rodina                             | 44012,3       | Les Landau         | Ronald D. Moore | 1. října 1990      | 14. srpna 1997    |
| 77           | 3         | Brothers                          | Bratři                             | 44085,7       | Rob Bowman         | Rick Berman | 8. října 1990      | 12. srpna 1997    |
| 78           | 4         | Suddenly Human                    | Náhle člověkem                     | 44143,7       | Gabrielle Beaumont | námět: Ralph Phillips scénář: John Whelpley a Jeri Taylor                                                             | 15. října 1990     | 7. srpna 1997     |
| 79           | 5         | Remember Me                       | Vzpomeň si na mě                   | 44161,2       | Cliff Bole         | Lee Sheldon | 22. října 1990     | 19. srpna 1997    |
| 80           | 6         | Legacy                            | Odkaz                              | 44215,2       | Robert Scheerer    | Joe Menosky | 29. října 1990     | 21. srpna 1997    |
| 81           | 7         | Reunion                           | Opět spolu                         | 44246,3       | Jonathan Frakes    | námět: Drew Deighan, Thomas Perry a Jo Perry scénář: Thomas Perry, Jo Perry, Ronald D. Moore a Brannon Braga          | 5. listopadu 1990  | 26. srpna 1997    |
| 82           | 8         | Future Imperfect                  | Futurum Imperfektum                | 44286,5       | Les Landau         | J. Larry Carroll a David Bennett Carren                                                                               | 12. listopadu 1990 | 28. srpna 1997    |
| 83           | 9         | Final Mission                     | Poslední úkol                      | 44307,3       | Corey Allen        | námět: Kacey Arnold-Ince scénář: Kacey Arnold-Ince a Jeri Taylor                                                      | 19. listopadu 1990 | 2. září 1997      |
| 84           | 10        | The Loss                          | Ztráta                             | 44356,9       | Chip Chalmers      | námět: Hilary J. Bader scénář: Hilary J. Bader, Alan J. Adler a Vanessa Greene                                        | 31. prosince 1990  | 4. září 1997      |
| 85           | 11        | Data's Day                        | Datův den                          | 44390,1       | Robert Wiemer      | námět: Harold Apter scénář: Harold Apter a Ronald D. Moore                                                            | 7. ledna 1991      | 9. září 1997      |
| 86           | 12        | The Wounded                       | Zraněný                            | 44429,6       | Chip Chalmers      | námět: Stuart Charno, Sara Charno a Cy Chermak scénář: Jeri Taylor                                                    | 28. ledna 1991     | 11. září 1997     |
| 87           | 13        | Devil's Due                       | Každému po zásluze                 | 44474,5       | Tom Benko          | námět: Philip LaZebnik a William Douglas Lansford scénář: Philip LaZebnik                                             | 4. února 1991      | 16. září 1997     |
| 88           | 14        | Clues                             | Stopy                              | 44502,7       | Les Landau         | námět: Bruce D. Arthurs scénář: Bruce D. Arthurs a Joe Menosky                                                        | 11. února 1991     | 18. září 1997     |
| 89           | 15        | First Contact                     | První kontakt                      | neznámé       | Cliff Bole         | námět: Marc Scott Zicree scénář: Dennis Russell Bailey, David Bischoff, Joe Menosky, Ronald D. Moore a Michael Piller | 18. února 1991     | 23. září 1997     |
| 90           | 16        | Galaxy's Child                    | Dítě Galaxie                       | 44614,6       | Winrich Kolbe      | námět: Thomas Kartozian scénář: Maurice Hurley                                                                        | 11. března 1991    | 25. září 1997     |
| 91           | 17        | Night Terrors                     | Noční můry                         | 44631,2       | Les Landau         | námět: Shari Goodhartz scénář: Pamela Douglas a Jeri Taylor                                                           | 18. března 1991    | 30. září 1997     |
| 92           | 18        | Identity Crisis                   | Záhadná zmizení                    | 44664,5       | Winrich Kolbe      | námět: Timothy DeHaas scénář: Brannon Braga                                                                           | 25. března 1991    | 2. října 1997     |
| 93           | 19        | The Nth Degree                    | N-tý stupeň                        | 44704,2       | Robert Legato      | Joe Menosky | 1. dubna 1991      | 7. října 1997     |
| 94           | 20        | Qpid                              | Amorek                             | 44741,9       | Cliff Bole         | námět: Randee Russell a Ira Steven Behr scénář: Ira Steven Behr                                                       | 22. dubna 1991     | 9. října 1997     |
| 95           | 21        | The Drumhead                      | Polní soud                         | 44769,2       | Jonathan Frakes    | Jeri Taylor | 29. dubna 1991     | 14. října 1997    |
| 96           | 22        | Half a Life                       | Půl života                         | 44805,3       | Les Landau         | námět: Ted Roberts a Peter Allan Fields scénář: Peter Allan Fields                                                    | 6. května 1991     | 16. října 1997    |
| 97           | 23        | The Host                          | Hostitel                           | 44821,3       | Marvin V. Rush     | Michel Horvat | 13. května 1991    | 21. října 1997    |
| 98           | 24        | The Mind's Eye                    | Vnitřní zrak                       | 44885,5       | David Livingston   | námět: Ken Schafer a René Echevarria scénář: René Echevarria                                                          | 27. května 1991    | 23. října 1997    |
| 99           | 25        | In Theory                         | Teoreticky                         | 44932,3       | Patrick Stewart    | Joe Menosky a Ronald D. Moore                                                                                         | 3. června 1991     | 30. října 1997    |
| 100          | 26        | Redemption (Part I)               | Usmíření (1. část)                 | 44995,3       | Cliff Bole         | Ronald D. Moore | 17. června 1991    | 4. listopadu 1997 |

### Pátá řada (1991–1992)
| Č. v seriálu | Č. v řadě | Původní název           | Český název          | Hvězdné datum | Režie              | Scénář                                                                                                 | Premiéra v USA     | Premiéra v ČR      |
| ------------ | --------- | ----------------------- | -------------------- | ------------- | ------------------ | --- | ------------------ | ------------------ |
| 101          | 1         | Redemption (Part II)    | Usmíření (2. část)   | 45020,4       | David Carson       | Ronald D. Moore                                                                                        | 23. září 1991      | 6. listopadu 1997  |
| 102          | 2         | Darmok                  | Darmok               | 45047,2       | Winrich Kolbe      | námět: Philip LaZebnik a Joe Menosky scénář: Joe Menosky                                               | 30. září 1991      | 11. listopadu 1997 |
| 103          | 3         | Ensign Ro               | Podporučík Ro        | 45076,3       | Les Landau         | námět: Rick Berman a Michael Piller scénář: Michael Piller                                             | 7. října 1991      | 13. listopadu 1997 |
| 104          | 4         | Silicon Avatar          | Marná oběť           | 45122,3       | Cliff Bole         | námět: Lawrence V. Conley scénář: Jeri Taylor                                                          | 14. října 1991     | 18. listopadu 1997 |
| 105          | 5         | Disaster                | Neštěstí             | 45156,1       | Gabrielle Beaumont | námět: Ron Jarvis a Philip A. Scorza scénář: Ronald D. Moore                                           | 21. října 1991     | 20. listopadu 1997 |
| 106          | 6         | The Game                | Hra                  | 45208,2       | Corey Allen        | námět: Susan Sackett, Fred Bronson a Brannon Braga scénář: Brannon Braga                               | 28. října 1991     | 25. listopadu 1997 |
| 107          | 7         | Unification (Part I)    | Sjednocení (1. část) | 45236,4       | Les Landau         | námět: Rick Berman a Michael Piller scénář: Jeri Taylor                                                | 4. listopadu 1991  | 27. listopadu 1997 |
| 108          | 8         | Unification (Part II)   | Sjednocení (2. část) | 45245,8       | Cliff Bole         | námět: Rick Berman a Michael Piller scénář: Michael Piller                                             | 11. listopadu 1991 | 2. prosince 1997   |
| 109          | 9         | A Matter of Time        | Otázka času          | 45349,1       | Paul Lynch         | Rick Berman                                                                                            | 18. listopadu 1991 | 4. prosince 1997   |
| 110          | 10        | New Ground              | Nové perspektivy     | 45376,3       | Robert Scheerer    | námět: Sara Charno a Stuart Charno scénář: Grant Rosenberg                                             | 6. ledna 1992      | 9. prosince 1997   |
| 111          | 11        | Hero Worship            | Můj hrdina           | 45397,3       | Patrick Stewart    | námět: Hilary J. Bader scénář: Joe Menosky                                                             | 27. ledna 1992     | 11. prosince 1997  |
| 112          | 12        | Violations              | Násilník             | 45429,3       | Robert Wiemer      | námět: Shari Goodhartz, T. Michael a Pamela Gray scénář: Pamela Gray a Jeri Taylor                     | 3. února 1992      | 16. prosince 1997  |
| 113          | 13        | The Masterpiece Society | Dokonalá společnost  | 45470,1       | Winrich Kolbe      | námět: James Kahn a Adam Belanoff scénář: Adam Belanoff a Michael Piller                               | 10. února 1992     | 18. prosince 1997  |
| 114          | 14        | Conundrum               | Záhada               | 45494,2       | Les Landau         | námět: Paul Schiffer scénář: Barry Schkolnick                                                          | 17. února 1992     | 30. prosince 1997  |
| 115          | 15        | Power Play              | Z pozice síly        | 45571,2       | David Livingston   | námět: Paul Ruben a Maurice Hurley scénář: René Balcer, Herbert Wright a Brannon Braga                 | 24. února 1992     | 6. ledna 1998      |
| 116          | 16        | Ethics                  | Etika                | 45587,3       | Chip Chalmers      | námět: Sara Charno a Stuart Charno scénář: Ronald D. Moore                                             | 2. března 1992     | 8. ledna 1998      |
| 117          | 17        | The Outcast             | Vyděděnec            | 45614,6       | Robert Scheerer    | Jeri Taylor                                                                                            | 16. března 1992    | 13. ledna 1998     |
| 118          | 18        | Cause and Effect        | Příčina a důsledek   | 45652,1       | Jonathan Frakes    | Brannon Braga                                                                                          | 23. března 1992    | 15. ledna 1998     |
| 119          | 19        | The First Duty          | Základní povinnost   | 45703,9       | Paul Lynch         | Ronald D. Moore a Naren Shankar                                                                        | 30. března 1992    | 20. ledna 1998     |
| 120          | 20        | Cost of Living          | Cena života          | 45733,6       | Winrich Kolbe      | Peter Allan Fields                                                                                     | 20. dubna 1992     | 22. ledna 1998     |
| 121          | 21        | The Perfect Mate        | Ideální partnerka    | 45761,3       | Cliff Bole         | námět: René Echevarria a Gary Perconte scénář: Gary Perconte a Michael Piller                          | 27. dubna 1992     | 27. ledna 1998     |
| 122          | 22        | Imaginary Friend        | Vymyšlená přítelkyně | 45832,1       | Gabrielle Beaumont | námět: Jean Louise Matthias, Ronald Wilkerson a Richard Fliegel scénář: Edithe Swensen a Brannon Braga | 4. května 1992     | 29. ledna 1998     |
| 123          | 23        | I, Borg                 | Já, Borg             | 45854,2       | Robert Lederman    | René Echevarria                                                                                        | 11. května 1992    | 3. února 1998      |
| 124          | 24        | The Next Phase          | Další fáze           | 45092,4       | David Carson       | Ronald D. Moore                                                                                        | 18. května 1992    | 5. února 1998      |
| 125          | 25        | The Inner Light         | Vnitřní světlo       | 45944,1       | Peter Lauritson    | námět: Morgan Gendel scénář: Morgan Gendel a Peter Allan Fields                                        | 1. června 1992     | 10. února 1998     |
| 126          | 26        | Time's Arrow (Part I)   | Šíp času (1. část)   | 45959,1       | Les Landau         | námět: Joe Menosky scénář: Joe Menosky a Michael Piller                                                | 15. června 1992    | 21. ledna 2000     |

### Šestá řada (1992–1993)
| Č. v seriálu | Č. v řadě | Původní název              | Český název             | Hvězdné datum | Režie              | Scénář                                                                         | Premiéra v USA     | Premiéra v ČR     |
| ------------ | --------- | -------------------------- | ----------------------- | ------------- | ------------------ | ------------------------------------------------------------------------------ | ------------------ | ----------------- |
| 127          | 1         | Time's Arrow (Part II)     | Šíp času (2. část)      | 46001,3       | Les Landau         | námět: Joe Menosky scénář: Jeri Taylor                                         | 21. září 1992      | 28. ledna 2000    |
| 128          | 2         | Realm of Fear              | Zóna strachu            | 46041,1       | Cliff Bole         | Brannon Braga                                                                  | 28. září 1992      | 4. února 2000     |
| 129          | 3         | Man of the People          | Vyjednavač              | 46071,6       | Winrich Kolbe      | Frank Abatemarco                                                               | 5. října 1992      | 11. února 2000    |
| 130          | 4         | Relics                     | Host                    | 46125,3       | Alexander Singer   | Ronald D. Moore                                                                | 12. října 1992     | 18. února 2000    |
| 131          | 5         | Schisms                    | Únosci                  | 46154,2       | Robert Wiemer      | námět: Jean Louise Matthias a Ronald Wilkerson scénář: Brannon Braga           | 19. října 1992     | 25. února 2000    |
| 132          | 6         | True Q                     | Slečna Q                | 46192,3       | Robert Scheerer    | René Echevarria                                                                | 26. října 1992     | 3. března 2000    |
| 133          | 7         | Rascals                    | Rošťáci                 | 46235,7       | Adam Nimoy         | námět: Ward Botsford, Diana Dru Botsford a Michael Piller scénář: Allison Hock | 2. listopadu 1992  | 10. března 2000   |
| 134          | 8         | A Fistful of Datas         | Tenkrát v Deadwoodu     | 46271,5       | Patrick Stewart    | námět: Robert Hewitt Wolfe scénář: Robert Hewitt Wolfe a Brannon Braga         | 9. listopadu 1992  | 17. března 2000   |
| 135          | 9         | The Quality of Life        | Kvalita života          | 46307,2       | Jonathan Frakes    | Naren Shankar                                                                  | 16. listopadu 1992 | 24. března 2000   |
| 136          | 10        | Chain of Command (Part I)  | Změna velení (1. část)  | 46357,4       | Robert Scheerer    | námět: Frank Abatemarco scénář: Ronald D. Moore                                | 14. prosince 1992  | 31. března 2000   |
| 137          | 11        | Chain of Command (Part II) | Změna velení (2. část)  | 46360,8       | Les Landau         | Frank Abatemarco                                                               | 21. prosince 1992  | 7. dubna 2000     |
| 138          | 12        | Ship in a Bottle           | Loď v láhvi             | 46424,1       | Alexander Singer   | René Echevarria                                                                | 25. ledna 1993     | 14. dubna 2000    |
| 139          | 13        | Aquiel                     | Aquiel                  | 46461,3       | Cliff Bole         | námět: Jeri Taylor scénář: Brannon Braga a Ronald D. Moore                     | 1. února 1993      | 21. dubna 2000    |
| 140          | 14        | Face of the Enemy          | Tvář nepřítele          | 46519,1       | Gabrielle Beaumont | námět: René Echevarria scénář: Naren Shankar                                   | 8. února 1993      | 28. dubna 2000    |
| 141          | 15        | Tapestry                   | Tapiserie               | neznámé       | Les Landau         | Ronald D. Moore                                                                | 15. února 1993     | 5. května 2000    |
| 142          | 16        | Birthright (Part I)        | Dědictví otců (1. část) | 46578,4       | Winrich Kolbe      | Brannon Braga                                                                  | 22. února 1993     | 12. května 2000   |
| 143          | 17        | Birthright (Part II)       | Dědictví otců (2. část) | 46579,2       | Dan Curry          | René Echevarria                                                                | 1. března 1993     | 19. května 2000   |
| 144          | 18        | Starship Mine              | Moje loď                | 46682,4       | Cliff Bole         | Morgan Gendel                                                                  | 29. března 1993    | 26. května 2000   |
| 145          | 19        | Lessons                    | Lekce                   | 46693,1       | Robert Wiemer      | Ronald Wilkerson a Jean Louise Matthias                                        | 5. dubna 1993      | 2. června 2000    |
| 146          | 20        | The Chase                  | Závod                   | 46731,5       | Jonathan Frakes    | námět: Ronald D. Moore a Joe Menosky scénář: Joe Menosky                       | 26. dubna 1993     | 9. června 2000    |
| 147          | 21        | Frame of Mind              | Stav mysli              | 46778,1       | James L. Conway    | Brannon Braga                                                                  | 3. května 1993     | 16. června 2000   |
| 148          | 22        | Suspicions                 | Podezření               | 46830,1       | Cliff Bole         | Joe Menosky a Naren Shankar                                                    | 10. května 1993    | 23. června 2000   |
| 149          | 23        | Rightful Heir              | Právoplatný dědic       | 46852,2       | Winrich Kolbe      | námět: James E. Brooks scénář: Ronald D. Moore                                 | 17. května 1993    | 30. června 2000   |
| 150          | 24        | Second Chances             | Druhá šance             | 46915,2       | LeVar Burton       | námět: Michael A. Medlock scénář: René Echevarria                              | 24. května 1993    | 7. července 2000  |
| 151          | 25        | Timescape                  | Past v čase             | 46944,2       | Adam Nimoy         | Brannon Braga                                                                  | 14. června 1993    | 14. července 2000 |
| 152          | 26        | Descent (Part I)           | Vpád (1. část)          | 46982,1       | Alexander Singer   | námět: Jeri Taylor scénář: Ronald D. Moore                                     | 21. června 1993    | 21. července 2000 |

### Sedmá řada (1993–1994)
| Č. v seriálu | Č. v řadě | Původní název       | Český název      | Hvězdné datum | Režie              | Scénář                                                                            | Premiéra v USA     | Premiéra v ČR                |
| ------------ | --------- | ------------------- | ---------------- | ------------- | ------------------ | --------------------------------------------------------------------------------- | ------------------ | ---------------------------- |
| 153          | 1         | Descent (Part II)   | Vpád (2. část)   | 47025,4       | Alexander Singer   | René Echevarria                                                                   | 20. září 1993      | 28. července 2000            |
| 154          | 2         | Liaisons            | Vztahy           | neznámé       | Cliff Bole         | námět: Roger Eschbacher a Jaq Greenspon scénář: Jeanne Carrigan-Fauci a Lisa Rich | 27. září 1993      | 4. srpna 2000                |
| 155          | 3         | Interface           | Lidská sonda     | 47215,5       | Robert Wiemer      | Joe Menosky                                                                       | 4. října 1993      | 11. srpna 2000               |
| 156          | 4         | Gambit (Part I)     | Gambit (1. část) | 47135,2       | Peter Lauritson    | námět: Christopher Hatton a Naren Shankar scénář: Naren Shankar                   | 11. října 1993     | 18. srpna 2000               |
| 157          | 5         | Gambit (Part II)    | Gambit (2. část) | 47160,1       | Alexander Singer   | námět: Naren Shankar scénář: Ronald D. Moore                                      | 18. října 1993     | 25. srpna 2000               |
| 158          | 6         | Phantasms           | Vidiny           | 47225,7       | Patrick Stewart    | Brannon Braga                                                                     | 25. října 1993     | 1. září 2000                 |
| 159          | 7         | Dark Page           | Temný kout       | 47254,1       | Les Landau         | Hilary J. Bader                                                                   | 1. listopadu 1993  | 8. září 2000                 |
| 160          | 8         | Attached            | Spojení          | 47304,2       | Jonathan Frakes    | Nicholas Sagan                                                                    | 8. listopadu 1993  | 15. září 2000                |
| 161          | 9         | Force of Nature     | Síla přírody     | 47310,2       | Robert Lederman    | Naren Shankar                                                                     | 15. listopadu 1993 | 22. září 2000                |
| 162          | 10        | Inheritance         | Odkaz            | 47410,2       | Robert Scheerer    | námět: Dan Koeppel scénář: Dan Koeppel a René Echevarria                          | 22. listopadu 1993 | 29. září 2000                |
| 163          | 11        | Parallels           | Paralely         | 47391,2       | Robert Wiemer      | Brannon Braga                                                                     | 29. listopadu 1993 | 6. října 2000                |
| 164          | 12        | The Pegasus         | Pegasus          | 47457,1       | LeVar Burton       | Ronald D. Moore                                                                   | 10. ledna 1994     | 13. října 2000               |
| 165          | 13        | Homeward            | Domů             | 47423,9       | Alexander Singer   | námět: Spike Steingasser scénář: Naren Shankar                                    | 17. ledna 1994     | 20. října 2000               |
| 166          | 14        | Sub Rosa            | Milenec          | neznámé       | Jonathan Frakes    | námět: Jeri Taylor scénář: Brannon Braga                                          | 31. ledna 1994     | 27. října 2000               |
| 167          | 15        | Lower Decks         | V podpalubí      | 47566,7       | Gabrielle Beaumont | námět: Ronald Wilkerson a Jean Louise Matthias scénář: René Echevarria            | 7. února 1994      | 3. listopadu 2000            |
| 168          | 16        | Thine Own Self      | Tvé vlastní já   | 47611,2       | Winrich Kolbe      | námět: Christopher Hatton scénář: Ronald D. Moore                                 | 14. února 1994     | 10. listopadu 2000           |
| 169          | 17        | Masks               | Masky            | 47615,2       | Robert Wiemer      | Joe Menosky                                                                       | 21. února 1994     | 24. listopadu 2000           |
| 170          | 18        | Eye of the Beholder | Cizíma očima     | 47622,1       | Cliff Bole         | námět: Brannon Braga scénář: René Echevarria                                      | 28. února 1994     | 1. prosince 2000             |
| 171          | 19        | Genesis             | Geneze           | 47653,2       | Gates McFadden     | Brannon Braga                                                                     | 21. března 1994    | 8. prosince 2000             |
| 172          | 20        | Journey's End       | Konec cesty      | 47751,2       | Corey Allen        | Ronald D. Moore                                                                   | 28. března 1994    | 15. prosince 2000            |
| 173          | 21        | Firstborn           | Prvorozený       | 47779,4       | Jonathan West      | námět: Mark Kalbfeld scénář: René Echevarria                                      | 25. dubna 1994     | 22. prosince 2000            |
| 174          | 22        | Bloodlines          | Pokrevní pouta   | 47829,1       | Les Landau         | Nicholas Sagan                                                                    | 2. května 1994     | 29. prosince 2000            |
| 175          | 23        | Emergence           | Zrození          | 47869,2       | Cliff Bole         | námět: Brannon Braga scénář: Joe Menosky                                          | 9. května 1994     | 5. ledna 2001                |
| 176          | 24        | Preemptive Strike   | Preventivní úder | 47941,7       | Patrick Stewart    | námět: Naren Shankar scénář: René Echevarria                                      | 16. května 1994    | 12. ledna 2001               |
| 177–178      | 2526      | All Good Things…    | Všechno dobré…   | 47988,0       | Winrich Kolbe      | Ronald D. Moore a Brannon Braga                                                   | 23. května 1994    | 19. ledna 200126. ledna 2001 |